# Isolepis australiensis
Isolepis australiensis är en halvgräsart som först beskrevs av Joseph Henry Maiden och Ernst Betche, och fick sitt nu gällande namn av Karen Louise Wilson. Isolepis australiensis ingår i släktet borstsävssläktet, och familjen halvgräs. Inga underarter finns listade i Catalogue of Life.